# Mont Penanggungan
Le mont Penanggungan, en indonésien Gunung Penanggungan, est un volcan d'Indonésie situé dans l'Est de l'île de Java.

## Géographie
Le mont Penanggungan est situé en Indonésie, dans la région de Java oriental. Il est entouré au sud par l'Arjuno-Welirang, par les villes de Pandaan et Cangkringmalang à l'est, Jabon au nord-est et Djotiombo à l'ouest. La capitale de la région de Java oriental, Surabaya, se trouve au nord.
Culminant à 1 653 mètres d'altitude, la montagne est un stratovolcan construit par des coulées de lave parties de bouches éruptives situées sur ses flancs intercalés par des dépôts pyroclastiques. Son sommet principal est entouré par quatre autres sommets plus petits[réf. nécessaire] ce qui correspond à la description faite par les hindouistes du mont Meru.

## Histoire
La formation du mont Penanggungan remonterait à l'Holocène mais la date de sa dernière éruption reste imprécise, peut-être vers 200,.
Entre 977 et 1511 ont été édifiés 81[réf. nécessaire] temples, sanctuaires et bains sacrés sur les flancs Nord et Ouest de la montagne, entre 750 et 1 500 mètres d'altitude et qui ont été retrouvés en 1935[réf. nécessaire].

## Archéologie
Le mont Penanggungan est un des volcans les plus vénérés d'Indonésie en raison de sa ressemblance avec la description du mont Meru, la montagne sacrée des hindouistes. Pour cette raison, de nombreux monuments ont été construits sur ses flancs. Les principaux sont les temples de Belahan sur le flanc oriental et le bassin sacré de Jalatunda sur le flanc occidental  qui remontent au règne du roi Airlangga entre 1016 et 1045. Le temple de Belahan serait sa sépulture.
D'autres temples sont uniquement accessibles par des sentiers progressant dans la forêt comme ceux de Candi Putri, Candi Pura, Candi Gentong, Candi Sinta, Candi Carik, Candi Lurah ou encore Candi Bayi[réf. nécessaire].

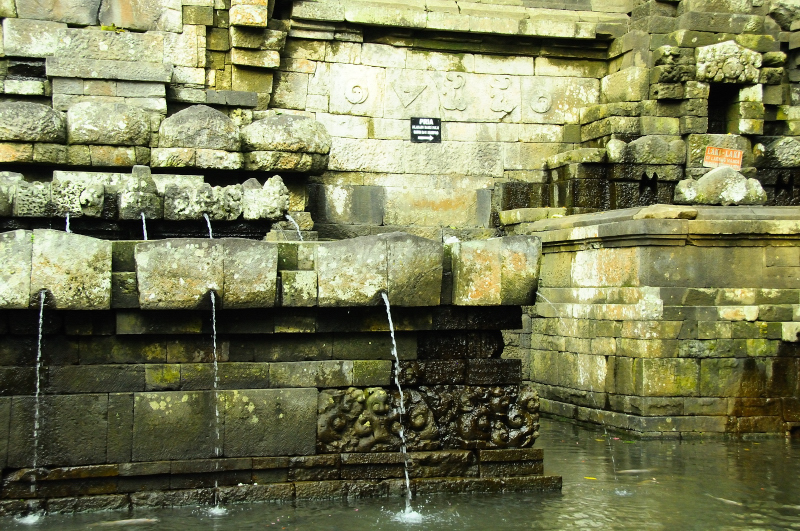
Le bassin sacré de Jalatunda
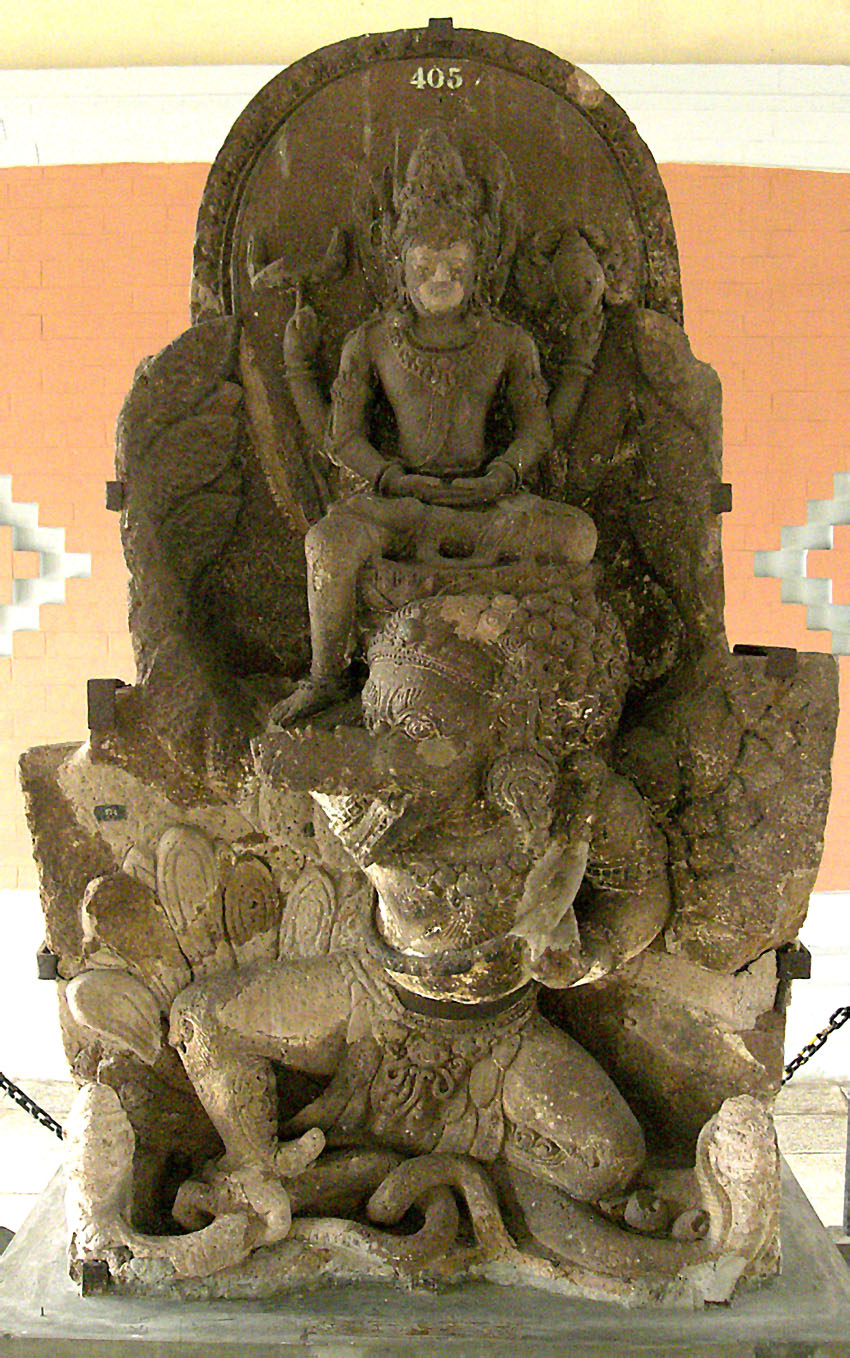
Statue représentant le roi Airlangga, provenant du temple de Belahan
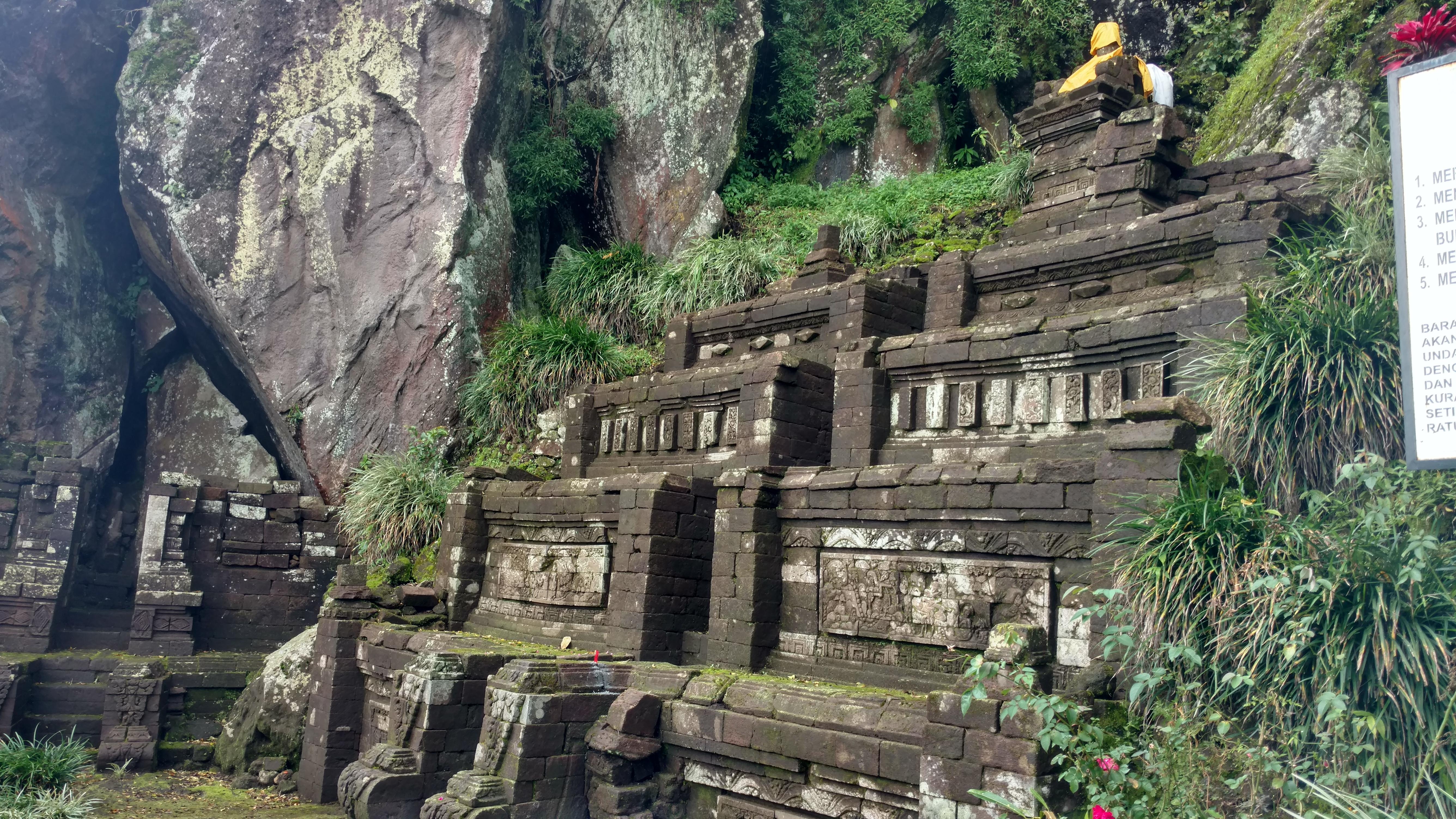
Le Candi Kendali Sada
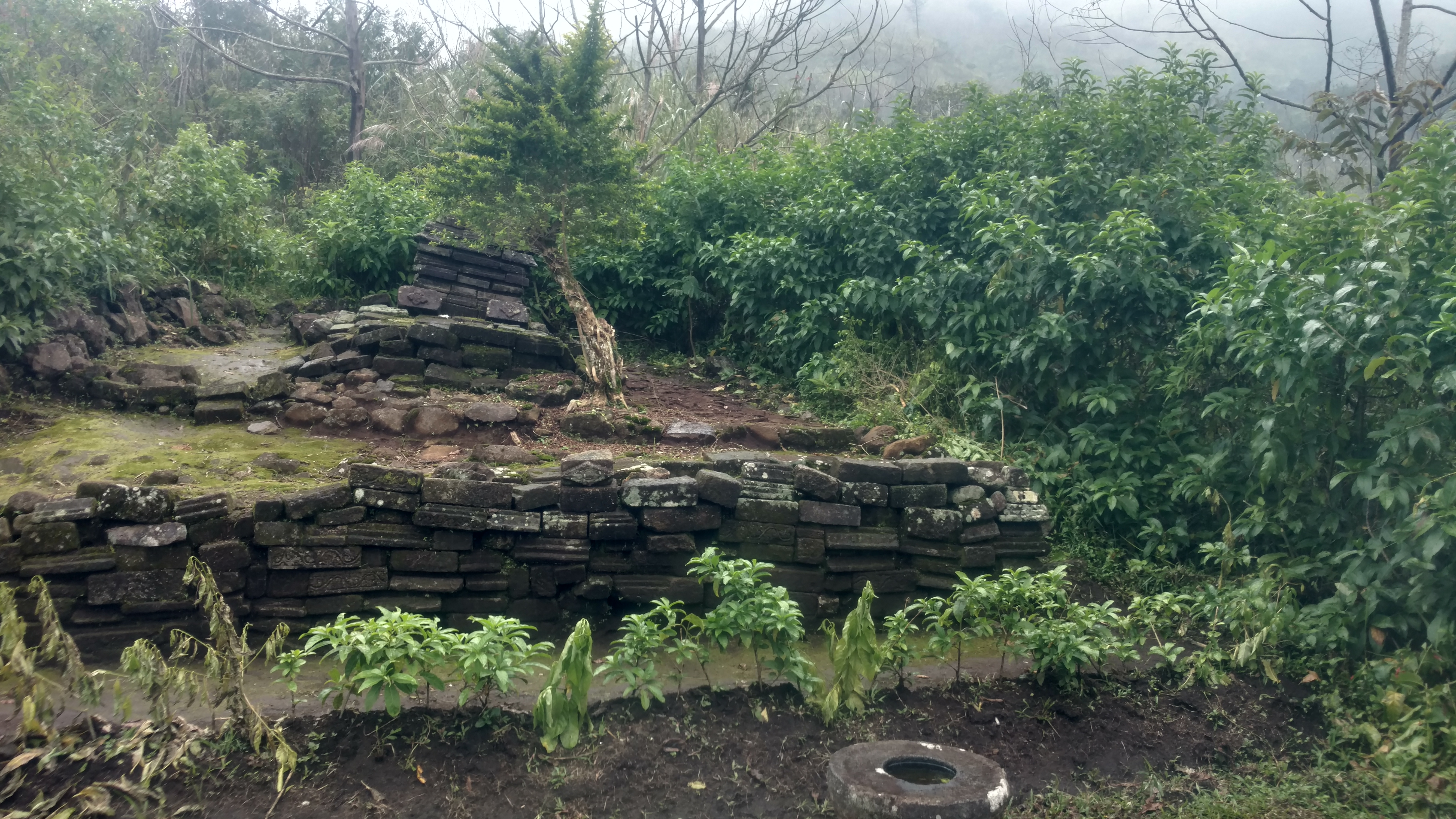
Ruines sur le Mont Bekel, un des quatre sommets du Mont Penanggungan